# Ulmi nagytemplom

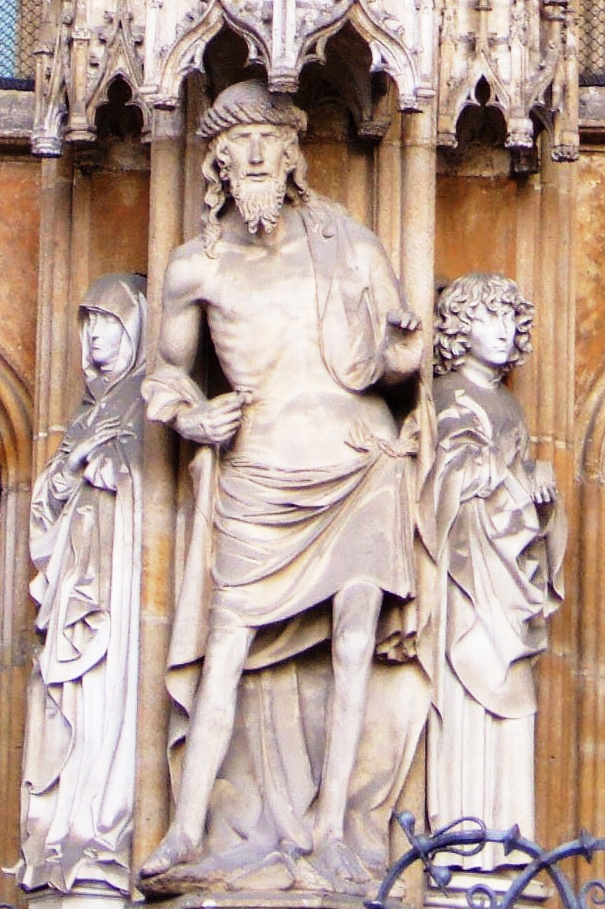
Hans Multsacher szobra a főhomlokzat közepén

Az ulmi nagytemplom (németül: Ulmer Münster) a világ legmagasabb keresztény temploma a maga 161,53 méteres magasságával. Az Ulmban, Németországban felépült, mára evangélikussá vált templom a gótikus építészet egyik remekműve. A templom nem valódi székesegyház, mivel soha nem székelt itt püspök – ezt jelzi a templom egyetlen harangtornya is –, ugyanis a székesegyházaknak rendszerint két tornyuk van. A templom jelenleg a Stuttgartban székelő püspök alá tartozik.

## Története
A 14. században Ulm temploma az akkori városfalon kívül helyezkedett el. Az ebből fakadó nehézségek miatt Ulm polgárai egy új, a város határain belül felépülő templom megvalósításáról döntöttek, vállalva az építkezés költségeit. A templom alapkövét 1377-ben helyezték el. A Parler család (valószínűleg Michael Parler, Heinrich II. Parler, Heinrich III. Parler tervezte templom három, egyenlő magasságú hajóból állt volna, a torony a templom nyugati oldalán helyezkedett volna el, kiegészülve két kisebb toronnyal. 1392-ben a templom építésének vezetője az az Ulrich von Ensingen lett, aki már a strasbourgi székesegyház építésénél is szerzett korábban tapasztalatokat. Az ő fejében fogalmazódott meg a terv, hogy a nyugati torony a világ legmagasabb templomtornya legyen. A hosszhajók és a kórus elkészülte után a templom ideiglenes tetőt kapott, majd 1405-ben felszentelték. Az oldalfolyosókat később át kellett építeni, mert a végleges boltozat kiépítése károsította szerkezetüket. A további károk elkerülése érdekében az oldalfolyosók közepére újabb sor tartóoszlopot építettek.
1530–31-ben a város polgárai referendummal eldöntötték, hogy elhagyják a római katolikus egyházat, és a protestáns vallást veszik fel. 13 év múlva, 1543-ban az építkezés leállt; a torony ekkor mintegy 100 méter magas volt. Az építést 1817-ben folytatták, és a templom csak 1890. május 31-én lett kész, hogy azután közel 11 évig tarthassa a világ legmagasabb épülete címet.
A második világháborúban Ulm történelmi központjának mintegy 80%-a elpusztult, de a templom csak kisebb sérüléseket szenvedett. A bombázás következményeként ma a templom környezetében számos modern épület áll.
A toronyban 143 méter magasan lévő kilátópontról szép időben Ulm és Neu-Ulm városán túl az Alpokig látni.

## A templom méretei
A templom méreteit a következő számokkal lehet összefoglalni:
| A templom hossza          | 123,56 m          |
| A templom szélessége      | 48,8 m            |
| A templom magassága       | 161,53 m          |
| Belső magasság            | 41,6 m            |
| Befogadóképesség          | 2000 fő (ülőhely) |
| A torony lépcsőinek száma | 768               |
| Az építkezés elkezdése    | 1377              |
| Az építkezés időtartama   | 513 év            |

## Belső tér
- A nyugati (fő) homlokzat timpanonja a Teremtés könyvéből származó jeleneteket ábrázol. A központi oszlopon levő szobrot egy helyi mester, Hans Multsacher készítette, eredete a késő középkorig nyúlik vissza.
- A 15. századi, Jörg Syrlin által tölgyfából készített kóruspadjai a több száz faragott mellszoborral a gótikus padok leghíresebbjei közé tartoznak.
- A templom eredeti oltára a reformáció során elkövetett képrombolásoknak esett áldozatul. A jelenlegi oltár a kora 16. századból származik, a predellán a Szent Családot és az Utolsó vacsorát ábrázolva.
- Az apszis öt üvegablaka a 14. és 15. századból származik, bibliai jeleneteket ábrázolva.
- Az oltárhoz hasonlóan az orgona is elpusztult a reformáció korai éveiben történt rombolások alatt, s csupán a késő 16. század végén pótolták. Ismert, hogy 1763-ban Mozart is játszott ezen az orgonán, amely néhány évtizedig a legnagyobb orgonának számítottt. Az 1960-as évek végén a hangszert rekonstruálták akusztikai problémái miatt.
- 1877-ben a városi zsinagóga zsidó kongregációja (köztük Hermann Einstein, Albert Einstein apja) pénzt adományozott a templomnak Jeremiás próféta szobrának elkészítésére. A szobrot a fő orgona alatt helyezték el.
- A modernkori renoválások több vízköpőt és szobrot adtak a templom díszítéséhez, többek között a Koldust, az expresszionista Ernst Barlach kivitelezésében.